# اولوکوی (خواجه‌لار)
اولوکوی (به ترکی استانبولی: Uluköy) یک منطقهٔ مسکونی در ترکیه است که در هوجالار واقع شده‌است.